# Contea di Warren (Tennessee)
La contea di Warren in inglese Warren County è una contea dello Stato del Tennessee, negli Stati Uniti. La popolazione al censimento del 2000 era di 34 abitanti. Il capoluogo di contea è McMinnville.